# منير سختيان
منير رضا محمد سختيان، (1910 – 1960) سياسي وصيدلي فلسطيني، وُلِدَ ونشأ في مدينة طولكرم بفلسطين، كان أحد مُؤسسي اللجنة القومية في فلسطين عام 1936 وأحد أبرز شخصياتها وأعضائها، وكان من أبرز رجالات الثورة الفلسطينية الكبرى التي اندلعت عام 1936، وعُرِفَ بأنه «حكيم الثورة الفلسطينية الكبرى» وذلك لرأيه السديد في إدارتها ولأنه كان طبيبها أيضًا. كان قد أسس عام 1933 صيدلية في طولكرم وتحولت لاحقًا إلى "مجموعة منير سختيان" والتي تُعد اليوم ضمن أقوى 100 شركة عربية حسب تصنيف مجلة فوربس الأمريكية.

## نشأته وتحصيله العلمي
وُلِدَ منير رضا محمد سختيان في مدينة طولكرم بفلسطين عام 1910. والده كان صيدليًا يملك صيدليةً شهيرةً في وسط المدينة. تلقى منير تعليمه في مدارس مدينته طولكرم منها المدرسة الفاضلية بالمدينة، وبعد أن أنهى دراسته الثانوية التحق للدراسة بالجامعة الأمريكية في بيروت حيث تخرج منها عام 1933 حاصلًا على درجة جامعية في الصيدلة.

## حياته العملية والسياسية
بعد تخرجه من الجامعة فقد عاد عام 1933 من بيروت إلى مسقط رأسه طولكرم واشترى صيدلية والده في وسط المدينة، فتولى إدارة الصيدلية، وقام بتحديثها، وأنشأ مساحةً لتحضير الأدوية داخل الصيدلية، فكان يقوم بإعداد وخلط وتجميع وتعبئة أدويته الموصوفة والمرخصة، وسرعان ما اكتسب شهرةً في هذا المجال.
في أبريل 1936 كان أحد مُؤسسي اللجنة القومية في فلسطين وأحد أبرز شخصياتها وأعضائها ومعه في ذلك سليم الحاج إبراهيم وعبد الله سمارة وخليل صباغ وطاهر حنون وآخرين، وقد قادت اللجنة الحركة الوطنية الفلسطينية ثم أعلَنت الثورة الفلسطينية الكبرى ضد الانتداب البريطاني على فلسطين بعد بضعة أسابيع قليلةٍ على تأسيسها.
أصبح منير أحد أبرز رجالات الثورة الفلسطينية الكبرى التي اندلعت عام 1936، وكان مستشارًا ومعتمدًا سريًا للقائد العسكري فوزي القاوقجي، وفي هذا يكتب السياسي الفلسطيني بهجت أبو غربية في مذكراته قائلًا: «وسافرت إلى طولكرم وقدمت نفسي وتوصيتي إلى الصيدلي منير السختيان عندما قابلته في صيدليته في طولكرم، وكان أصبح معتمدًا سريًا للقاوقجي هناك. فرحب بي وأرسل معي توصية منه ودليلًا رافقني إلى قرية بلعا حيث كان القاوقجي مرابطًا في تلك الفترة».
إلى جانب دوره السياسي، فقد لعب منير أيضًا خلال الثورة الفلسطينية الكبرى دورًا طبيًا "مُميزًا"؛ إذ كان يجهز الثوار الفلسطينيين في طولكرم بما يلزمهم من الأدوية بشكلٍ مجانيٍ وكان يلعب دور الطبيب والجراح لمعالجة الجرحى منهم.
اعتقلته سُلطات الانتداب البريطاني عدة مراتٍ لنشاطه السياسي وزجت به في سجونها، كان منها اعتقاله في 1 يناير 1939 من منزله في مدينة طولكرم ومعه شقيقه "أنور سختيان" والثوري الفلسطيني المُطارد "فريد يعيش" الذي كان يُعالجه يومها منير، وفي هذا الحدث يذكُر السياسي القومي الفلسطيني محمد عزة دروزة في مذكراته: «أن تطويقًا شديدًا جرى لطولكرم من قبل القوات الإنكليزية واعتقل نتيجة لها عدد كبير من أهل المدينة ومن جملتهم فريد يعيش الشاب المثقف الذي كنا أرسلناه ليكون إلى جانب عارف عبد الرازق وقد اعتقل في بيت منير السختيان حيث كان مريضًا يرقد في بيته للمعالجة وقد قيل إن التطويقة كانت من أجله وبناء على وشاية جاسوس لعنه الله».
منير مُنذ تأسيسه صيدليته عام 1933 وحتى اليوم، فقد توسعت أعمال صيدليته بشكلٍ واسع، وأصبحت لاحقًا بسنواتٍ عبارة عن مجموعة من شركاتٍ كبيرةً بمسمى "مجموعة منير سختيان" ومقرها العاصمة الأردنية عمان، والمجموعة اليوم هي ضمن أقوى 100 شركة عربية وفق تصنيف مجلة فوربس الأمريكية، وتضم أكثر من 1200 موظفًا، وتنشط في صناعات المستحضرات الطبية والأدوية ومستحضرات التجميل والشعر وغير ذلك، وتملك المجموعة اليوم ما يزيد عن عشر شركات تابعة لها وذلك في دول فلسطين والأردن ومصر والجزائر والسعودية وبنغلاديش وباكستان وغيرها، وتُصدّر المجموعة أدويتها إلى دول مختلفة في منطقة الشرق الأوسط وشمال إفريقيا وأوروبا ووسط إفريقيا وجنوب شرق آسيا.

## حياته الشخصية
تزوج منير سختيان عام 1933، وما زال بيته قائمًا حتى اليوم في طولكرم، وله ثلاثة أولاد وابنتين وهم: نضال، غياث، منجد، عبير، ريما. وفي يوليو 1943 مُنِحَ أخوه الصيدلي "يوسف رضا سختيان" رخصة لمزاولة مهنة الصيدلة في طولكرم.
لمنير سختيان مجموعة من الأحفاد من أبرزهم: الأميرة الأردنية لارا فيصل، ورجل الأعمال مغيث سختيان.

## وفاته
تُوفي منير سختيان عام 1960 عن عمرٍ يناهزُ 50 عامًا، وبعد وفاته فقد تولى أولاده إدارة أعماله بالإضافة إلى أحفاده.